# جيجارد موساسي
جيجارد موساسي (بالإنجليزية: Gegard Mousasi؛ مواليد 1 أغسطس 1985) هو مُقاتل فنون قتالية مختلطة هولندي.

## وصلات خارجية
- جيجارد موساسي على موقع يو إف سي (الإنجليزية)
- جيجارد موساسي على موقع بيلاتور (الإنجليزية)
- جيجارد موساسي على موقع شيردوغ (الإنجليزية)
- جيجارد موساسي على موقع Tapology.com (الإنجليزية)
- جيجارد موساسي على موقع فايت ماتريكس (الإنجليزية)
- جيجارد موساسي على موقع IMDb (الإنجليزية)